# Кирым (станция метро)
«Кирым» (кор. 길음역) — подземная станция Сеульского метро на Четвёртой линии. Она представлена одной островной платформой. Станция обслуживается транспортной корпорацией Сеул Метро. Расположена в квартале Кирым-дон (877-66 길음1-동) района Сонбукку города Сеул (Республика Корея). На станции установлены платформенные раздвижные двери.
Пассажиропоток — 54 566 (на январь-декабрь 2012 года).
Станция была открыта 20 апреля 1985 года.
Открытие станции было совмещено с открытием первой очереди Четвёртой линии — участка Санъге—Университет Хансон длиной 10,8 км и еще 8 станцийː Санъге (410), Новон, Чандон, Танъгмун, Сую, Миа, Миасагори, Женский университет Сонсин и Университет Хансон (418).